# Иванов, Василий Владимирович
Василий Владимирович Иванов (21 марта 1970, Ленинград, СССР) — советский и российский футболист, полузащитник и защитник, мастер спорта СССР (1988). Работал футбольным агентом, генеральным директором клубов.

## Карьера
Начал выступать в ленинградском «Зените», затем играл за ЦСКА. 22 сентября 1992 года сыграл в неофициальном матче сборной команды России против молодёжной сборной команды России (3:1), выйдя на замену после перерыва, забил 1 гол. Когда в ЦСКА пришёл Александр Тарханов, то Иванову дали понять, что новый тренер на него не рассчитывает. Поэтому в начале 1995 уехал в Израиль. Настраивался, что будет играть за «Маккаби» (Тель-Авив), но в итоге контракт не был подписан. Буквально тут же получил приглашение от «Маккаби» (Герцлия), за который и начал свои выступления в чемпионате Израиля.
В 2000 году перешёл в «Маккаби» (Хайфа), занял с клубом второе место в чемпионате Израиля.
В 2002 вернулся в Россию, в новороссийский «Черноморец». Позже играл за «Волгарь-Газпром».
Возглавлял футбольный клуб «Локомотив-2» вплоть до его расформирования в июле 2014 года.
До февраля 2018 года являлся директором ГБПОУ МО «УОР № 5».
2 февраля 2018 года назначен на пост генерального директора ФК «Химки». 29 июля 2020 года покинул пост по согласию сторон.
С ноября 2020 года — спортивный директор ФНЛ.

## Достижения
- Чемпион СССР: 1991
- Обладатель Кубка СССР 1991
- Серебряный призёр чемпионата Израиля 2000
- Дважды финалист Кубка России 1992, 1993
- Бронзовый призёр чемпионата Европы U-15, 1985